# 아사무라 히데토
아사무라 히데토(일본어: 浅村 栄斗, 1990년 11월 12일~)는 일본의 프로 야구 선수이며, 현재 퍼시픽 리그인 도호쿠 라쿠텐 골든이글스의 소속 선수(내야수, 외야수)이다. 오사카부 오사카시 히가시요도가와구 출신이다.

## 상세 정보

### 출신 학교
- 오사카도인 고등학교

### 선수 경력
- 사이타마 세이부 라이온스(2009년 ~ 2018년)
- 도호쿠 라쿠텐 골든이글스(2019년 ~ )

국가 대표 경력
- 2019년 WBSC 프리미어 12 일본 국가대표
- 2020년 하계 올림픽 일본 국가대표

### 수상·타이틀 경력

#### 타이틀
- 홈런왕: 2회(2020년, 2023년)
- 타점왕: 2회(2013년, 2018년)

#### 수상
- 베스트 나인: 8회(2013년, 2016년 ~ 2020년, 2022년, 2023년)[주 1] ※2013년에는 스즈키 다이치, 나카타 쇼와 함께 헤이세이 시대에 태어난 선수로서의 첫 수상. 2루수 부문에서의 5년 연속 역대 2위 타이 기록(다카기 모리미치), 퍼시픽 리그 최장
- 골든 글러브상: 2회(2013년, 2019년)[주 2] ※2013년에는 기쿠치 료스케, 마루 요시히로와 함께 헤이세이 시대에 태어난 선수로서의 첫 수상
- 월간 MVP: 5회(2011년 10월, 2013년 7월, 2016년 8월, 2020년 9월, 2023년 7월) ※야수 부문
- 사요나라상 연간 대상: 1회(2013년)
- 월간 사요나라상: 4회(2013년 5월, 2013년 8월, 2022년 3·4월[2], 2023년 8월)
- 올스타전 감투 선수상: 2회(2016년 2차전, 2018년 2차전)

### 개인 기록

#### 첫 기록
- 첫 출장: 2010년 3월 31일, 대 후쿠오카 소프트뱅크 호크스 2차전(세이부 돔), 8회말에 사토 도모아키의 대타로서 출장
- 첫 타석·첫 안타·첫 타점: 상동, 이와사키 쇼로부터 좌익 선상 적시 2루타
- 첫 선발 출장: 2010년 4월 18일, 대 홋카이도 닛폰햄 파이터스 6차전(세이부 돔), 8번·유격수로서 선발 출장
- 첫 도루: 2010년 8월 6일, 대 후쿠오카 소프트뱅크 호크스 16차전(세이부 돔), 8회말에 2루 안착(투수: 모리후쿠 마사히코, 포수: 다노우에 히데노리)
- 첫 홈런: 2010년 8월 10일, 대 도호쿠 라쿠텐 골든이글스 14차전(클리넥스 스타디움 미야기), 6회초에 야마무라 히로키로부터 좌월 솔로 홈런[3]

#### 기록 달성 경력
- 통산 100홈런: 2017년 5월 20일, 대 후쿠오카 소프트뱅크 호크스 8차전(메트라이프 돔), 2회말에 나카타 겐이치로부터 좌월 3점 홈런 ※역대 282번째[4]
- 통산 1000안타: 2017년 9월 28일, 대 후쿠오카 소프트뱅크 호크스 25차전(후쿠오카 야후오쿠! 돔), 7회초에 데라하라 하야토로부터 좌전 적시타 ※역대 290번째[5](헤이세이 시대 태생으로는 처음[6])
- 통산 1000경기 출장: 2018년 5월 6일, 대 도호쿠 라쿠텐 골든이글스 9차전(라쿠텐 세이메이 파크 미야기), 3번·2루수로서 선발 출장 ※역대 491번째[7]
- 통산 150홈런: 2019년 4월 17일, 대 사이타마 세이부 라이온스 4차전(라쿠텐 세이메이 파크 미야기), 5회말에 혼다 게이스케로부터 좌월 3점 홈런 ※역대 172번째[8]
- 통산 200홈런: 2020년 9월 4일, 대 오릭스 버펄로스 10차전(라쿠텐 세이메이 파크 미야기), 6회말에 야마오카 다이스케로부터 중월 솔로 홈런 ※역대 108번째
- 통산 1000삼진: 2020년 10월 1일, 대 후쿠오카 소프트뱅크 호크스 21차전(라쿠텐 세이메이 파크 미야기), 4회말에 이시카와 슈타로부터 헛스윙 삼진 ※역대 71번째
- 통산 1500안타: 2021년 6월 10일, 대 주니치 드래건스 3차전(라쿠텐 세이메이 파크 미야기), 6회말에 후지시마 겐토로부터 우전 안타 ※역대 130번째, 헤이세이 시대에 태어난 선수로서는 최초[9]
- 통산 1500경기 출장: 2021년 9월 30일, 대 홋카이도 닛폰햄 파이터스 22차전(라쿠텐 세이메이 파크 미야기), 3번·2루수로 선발 출장 ※역대 198번째, 헤이세이 시대에 태어난 선수로서는 최초[10]
- 통산 250홈런: 2022년 8월 19일, 대 지바 롯데 마린스 18차전(라쿠텐 세이메이 파크 미야기), 5회말에 사사키 로키로부터 우월 솔로 홈런 ※역대 67번째[11]
- 통산 1000경기 연속 출장: 2022년 9월 7일, 대 후쿠오카 소프트뱅크 호크스 20차전(후쿠오카 PayPay 돔), 3번·2루수로 선발 출장 ※역대 9번째[12]
- 통산 300개의 2루타: 2023년 4월 5일, 대 사이타마 세이부 라이온스 2차전(라쿠텐 모바일 파크 미야기), 8회말에 히라이 가쓰노리로부터 오른쪽 2루타 ※역대 76번째[13]
- 통산 1000타점: 2023년 4월 18일, 대 오릭스 버펄로스 3차전(교세라 돔 오사카), 9회초에 곤도 다이스케로부터 중월 솔로 홈런 ※역대 48번째[14]
- 통산 3000루타: 2023년 8월 18일, 대 지바 롯데 마린스 17차전(라쿠텐 모바일 파크 미야기), 9회말에 마스다 나오야로부터 우전 안타 ※역대 62번째[15]

#### 기타
- 전 타순 홈런 : 2015년 9월 22일, 대 오릭스 버펄로스 22차전(세이부 프린스 돔), 5번 타자로 선발 출장, 5회말에 야마다 노부요시로부터 좌월 3점 홈런을 때려 달성 ※역대 10번째[16]
- 전체 구단을 상대로 홈런 : 2019년 6월 14일, 대 히로시마 도요 카프 1차전(라쿠텐 세이메이 파크 미야기), 2회말에 도코다 히로키로부터 우월 솔로 홈런 ※역대 36번째[17]
- 전 타순 홈런과 전체 구단을 상대로 홈런을 모두 달성 ※역대 2번째[17]
- 한 이닝 5타점 : 2020년 6월 27일, 대 홋카이도 닛폰햄 파이터스 5차전(라쿠텐 세이메이 파크 미야기), 5회말에 다마이 다이쇼로부터 좌월 3점 홈런과 우월 2점 2루타 ※라쿠텐 구단 기록[18]
- 한 경기 7타점 : 3회
  - 첫 번째 : 2017년 5월 12일, 대 오릭스 버펄로스 6차전(홋토못토 필드 고베), 1회초에 니시 유키로부터 오른쪽 희생 플라이, 3회초에 니시 유키로부터 중전 2점 적시타, 5회초에 니시 유키로부터 좌월 3점 홈런, 8회초에 아카마 겐으로부터 유격 땅볼[19][20]
  - 두 번째 : 2020년 6월 27일, 대 홋카이도 닛폰햄 파이터스 5차전(라쿠텐 세이메이 파크 미야기), 5회말에 다마이 다이쇼로부터 좌월 3점 홈런과 우월 2점 2루타, 8회에 스즈키 겐야로부터 우중간 2점 2루타 ※라쿠텐 구단 타이 기록[18], 복수 구단에서 기록하는 것은 2010년에 아이카와 료지 이후[21]
  - 세 번째 : 2020년 9월 22일, 대 지바 롯데 마린스 16차전(라쿠텐 세이메이 파크 미야기), 4회말에 이시카와 아유무로부터 우월 솔로 홈런, 5회말에 이시카와로부터 좌월 2점 홈런, 7회말에 도조 다이키로부터 우월 적시타, 8회말에 야마모토 다이키로부터 좌월 3점 홈런 ※라쿠텐 구단 타이 기록[22]
- 올스타전 출장 : 8회(2013년 ~ 2019년, 2022년)[주 3]

### 등번호
- 32(2009년 ~ 2016년)
- 3(2017년 ~ )

### 연도별 타격 성적
| 연 도       | 소 속       | 경 기 | 타 석 | 타 수 | 득 점 | 안 타 | 2 루 타 | 3 루 타 | 홈 런 | 루 타 | 타 점 | 도 루 | 도 루 자 | 희 생 번 | 희 생 플 | 볼 넷 | 고 4 | 사 구 | 삼 진 | 병 살 타 | 타 율 | 출 루 율 | 장 타 율 | O P S |
| ----------- | ----------- | ----- | ----- | ----- | ----- | ----- | ------- | ------- | ----- | ----- | ----- | ----- | -------- | -------- | -------- | ----- | ---- | ----- | ----- | -------- | ----- | -------- | -------- | ----- |
| 2010년      | 세이부      | 60    | 55    | 42    | 11    | 11    | 1       | 1       | 2     | 20    | 9     | 2     | 0        | 1        | 1        | 8     | 0    | 3     | 8     | 2        | .262  | .407     | .476     | .884  |
| 2011년      | 세이부      | 137   | 498   | 437   | 48    | 117   | 17      | 3       | 9     | 167   | 45    | 7     | 2        | 18       | 3        | 37    | 1    | 3     | 52    | 8        | .268  | .327     | .382     | .709  |
| 2012년      | 세이부      | 114   | 459   | 404   | 52    | 99    | 18      | 7       | 7     | 152   | 37    | 13    | 6        | 13       | 4        | 34    | 0    | 4     | 63    | 9        | .245  | .307     | .376     | .683  |
| 2013년      | 세이부      | 144   | 620   | 543   | 85    | 172   | 38      | 5       | 27    | 301   | 110   | 14    | 8        | 7        | 4        | 61    | 3    | 5     | 88    | 9        | .317  | .388     | .554     | .943  |
| 2014년      | 세이부      | 118   | 501   | 440   | 52    | 120   | 19      | 1       | 14    | 183   | 55    | 3     | 5        | 0        | 8        | 47    | 2    | 6     | 100   | 8        | .273  | .345     | .416     | .761  |
| 2015년      | 세이부      | 141   | 627   | 537   | 88    | 145   | 19      | 2       | 13    | 207   | 81    | 12    | 9        | 2        | 7        | 69    | 0    | 12    | 136   | 13       | .270  | .362     | .385     | .747  |
| 2016년      | 세이부      | 143   | 611   | 557   | 73    | 172   | 40      | 0       | 24    | 284   | 82    | 8     | 6        | 3        | 6        | 38    | 0    | 7     | 108   | 18       | .309  | .357     | .510     | .867  |
| 2017년      | 세이부      | 143   | 633   | 574   | 78    | 167   | 34      | 1       | 19    | 260   | 99    | 5     | 1        | 1        | 6        | 44    | 0    | 8     | 96    | 17       | .291  | .347     | .453     | .799  |
| 2018년      | 세이부      | 143   | 640   | 565   | 104   | 175   | 27      | 0       | 32    | 298   | 127   | 4     | 2        | 0        | 5        | 68    | 4    | 2     | 105   | 18       | .310  | .383     | .527     | .910  |
| 2019년      | 라쿠텐      | 143   | 635   | 529   | 93    | 139   | 26      | 2       | 33    | 268   | 92    | 1     | 1        | 0        | 9        | 93    | 9    | 4     | 162   | 12       | .263  | .372     | .507     | .878  |
| 2020년      | 라쿠텐      | 120   | 529   | 432   | 72    | 121   | 25      | 0       | 32    | 242   | 104   | 1     | 1        | 0        | 2        | 91    | 2    | 4     | 111   | 15       | .280  | .408     | .560     | .969  |
| 2021년      | 라쿠텐      | 143   | 595   | 483   | 70    | 130   | 18      | 1       | 18    | 204   | 67    | 1     | 0        | 0        | 7        | 101   | 5    | 4     | 96    | 24       | .269  | .395     | .422     | .817  |
| 2022년      | 라쿠텐      | 143   | 633   | 532   | 73    | 134   | 17      | 0       | 27    | 232   | 86    | 4     | 3        | 0        | 4        | 92    | 7    | 5     | 137   | 13       | .252  | .365     | .436     | .801  |
| 2023년      | 라쿠텐      | 143   | 601   | 522   | 64    | 143   | 20      | 0       | 26    | 241   | 78    | 2     | 1        | 0        | 1        | 75    | 4    | 3     | 108   | 9        | .274  | .368     | .462     | .829  |
| 통산 : 14년 | 통산 : 14년 | 1805  | 7637  | 6597  | 963   | 1845  | 319     | 23      | 283   | 3059  | 1072  | 77    | 45       | 45       | 67       | 858   | 37   | 70    | 1370  | 175      | .280  | .365     | .464     | .829  |

- 2023년 시즌 종료 기준.
- 굵은 글씨는 시즌 최고 성적.

### 연도별 타격 성적 소속 리그내에서의 순위
| 연 도 | 연 령 | 리 그       | 타 율 | 안 타 | 2 루 타 | 3 루 타 | 홈 런 | 타 점 | 도 루 | 출 루 율 |
| ----- | ----- | ----------- | ----- | ----- | ------- | ------- | ----- | ----- | ----- | -------- |
| 2010  | 20    | 퍼시픽 리그 | -     | -     | -       | -       | -     | -     | -     | -        |
| 2011  | 21    | 퍼시픽 리그 | -     | -     | -       | -       | -     | -     | -     | -        |
| 2012  | 22    | 퍼시픽 리그 | -     | -     | -       | 2위     | -     | -     | -     | -        |
| 2013  | 23    | 퍼시픽 리그 | 5위   | 3위   | 1위     | 5위     | 4위   | 1위   | -     | 7위      |
| 2014  | 24    | 퍼시픽 리그 | -     | -     | -       | -       | -     | -     | -     | -        |
| 2015  | 25    | 퍼시픽 리그 | -     | 8위   | -       | -       | -     | 9위   | -     | -        |
| 2016  | 26    | 퍼시픽 리그 | 3위   | 2위   | 1위     | -       | 6위   | 8위   | -     | -        |
| 2017  | 27    | 퍼시픽 리그 | 6위   | 2위   | 2위     | -       | -     | 2위   | -     | -        |
| 2018  | 28    | 퍼시픽 리그 | 5위   | 2위   | 9위     | -       | 3위   | 1위   | -     | 7위      |
| 2019  | 29    | 퍼시픽 리그 | -     | -     | 10위    | -       | 3위   | 5위   | -     | 9위      |
| 2020  | 30    | 퍼시픽 리그 | 9위   | 8위   | 4위     | -       | 1위   | 2위   | -     | 5위      |
| 2021  | 31    | 퍼시픽 리그 | -     | -     | -       | -       | 9위   | 10위  | -     | 4위      |
| 2022  | 32    | 퍼시픽 리그 | -     | 5위   | -       | -       | 2위   | 3위   | -     | 5위      |
| 2023  | 33    | 퍼시픽 리그 | 8위   | 3위   | -       | -       | 1위   | 3위   | -     | 5위      |

- ‘-’는 10위 미만(타율, OPS는 규정 타석에 도달하지 않은 경우도 ‘-’와 표기)

### WBSC 프리미어 12에서의 타격 성적
| 연 도 | 대 표 | 경 기 | 타 석 | 타 수 | 득 점 | 안 타 | 2 루 타 | 3 루 타 | 홈 런 | 루 타 | 타 점 | 도 루 | 도 루 자 | 희 생 번 | 희 생 플 | 볼 넷 | 고 4 | 몸 맞 | 삼 진 | 병 살 타 | 타 율 | 출 루 율 | 장 타 율 |
| ----- | ----- | ----- | ----- | ----- | ----- | ----- | ------- | ------- | ----- | ----- | ----- | ----- | -------- | -------- | -------- | ----- | ---- | ----- | ----- | -------- | ----- | -------- | -------- |
| 2019  | 일본  | 7     | 29    | 25    | 1     | 9     | 3       | 0       | 0     | 12    | 6     | 0     | 0        | 0        | 1        | 4     | 0    | 0     | 3     | 0        | .360  | .450     | .400     |

### 올림픽에서의 타격 성적
| 연 도 | 대 표 | 경 기 | 타 석 | 타 수 | 득 점 | 안 타 | 2 루 타 | 3 루 타 | 홈 런 | 루 타 | 타 점 | 도 루 | 도 루 자 | 희 생 번 | 희 생 플 | 볼 넷 | 고 4 | 몸 맞 | 삼 진 | 병 살 타 | 타 율 | 출 루 율 | 장 타 율 | O P S |
| ----- | ----- | ----- | ----- | ----- | ----- | ----- | ------- | ------- | ----- | ----- | ----- | ----- | -------- | -------- | -------- | ----- | ---- | ----- | ----- | -------- | ----- | -------- | -------- | ----- |
| 2020  | 일본  | 5     | 21    | 17    | 3     | 5     | 2       | 0       | 0     | 7     | 1     | 0     | 0        | 0        | 0        | 4     | 0    | 0     | 8     | 0        | .294  | .429     | .412     | .840  |

### 연도별 수비 성적
내야 수비
| 연도 | 소속   | 1루   | 1루   | 1루   | 1루   | 1루   | 1루      | 2루   | 2루   | 2루   | 2루   | 2루   | 2루      | 3루   | 3루   | 3루   | 3루   | 3루   | 3루      | 유격  | 유격  | 유격  | 유격  | 유격  | 유격     |
| 연도 | 소속   | 경 기 | 척 살 | 보 살 | 실 책 | 병 살 | 수 비 율 | 경 기 | 척 살 | 보 살 | 실 책 | 병 살 | 수 비 율 | 경 기 | 척 살 | 보 살 | 실 책 | 병 살 | 수 비 율 | 경 기 | 척 살 | 보 살 | 실 책 | 병 살 | 수 비 율 |
| ---- | ------ | ----- | ----- | ----- | ----- | ----- | -------- | ----- | ----- | ----- | ----- | ----- | -------- | ----- | ----- | ----- | ----- | ----- | -------- | ----- | ----- | ----- | ----- | ----- | -------- |
| 2010 | 세이부 | -     | -     | -     | -     | -     | -        | 1     | 1     | 6     | 0     | 1     | 1.000    | 8     | 2     | 8     | 1     | 1     | .909     | 9     | 12    | 32    | 0     | 9     | 1.000    |
| 2011 | 세이부 | 84    | 625   | 21    | 4     | 51    | .994     | 10    | 11    | 13    | 1     | 3     | .960     | 3     | 0     | 1     | 0     | 0     | 1.000    | -     | -     | -     | -     | -     | -        |
| 2012 | 세이부 | 71    | 488   | 23    | 4     | 29    | .992     | 56    | 143   | 135   | 10    | 28    | .965     | -     | -     | -     | -     | -     | -        | -     | -     | -     | -     | -     | -        |
| 2013 | 세이부 | 136   | 1086  | 87    | 3     | 85    | .997     | 10    | 9     | 15    | 0     | 2     | 1.000    | -     | -     | -     | -     | -     | -        | 12    | 13    | 21    | 4     | 4     | .895     |
| 2014 | 세이부 | -     | -     | -     | -     | -     | -        | 88    | 206   | 265   | 8     | 59    | .983     | 33    | 16    | 48    | 4     | 0     | .941     | -     | -     | -     | -     | -     | -        |
| 2015 | 세이부 | -     | -     | -     | -     | -     | -        | 141   | 339   | 472   | 14    | 99    | .983     | -     | -     | -     | -     | -     | -        | -     | -     | -     | -     | -     | -        |
| 2016 | 세이부 | 1     | 3     | 0     | 0     | 1     | 1.000    | 142   | 347   | 450   | 10    | 110   | .988     | -     | -     | -     | -     | -     | -        | -     | -     | -     | -     | -     | -        |
| 2017 | 세이부 | 55    | 162   | 8     | 0     | 13    | 1.000    | 137   | 277   | 391   | 12    | 82    | .982     | -     | -     | -     | -     | -     | -        | -     | -     | -     | -     | -     | -        |
| 2018 | 세이부 | 5     | 0     | 0     | 0     | 1     | 1.000    | 142   | 279   | 412   | 12    | 99    | .983     | -     | -     | -     | -     | -     | -        | -     | -     | -     | -     | -     | -        |
| 2019 | 라쿠텐 | 3     | 3     | 0     | 0     | 0     | 1.000    | 136   | 285   | 365   | 7     | 67    | .989     | -     | -     | -     | -     | -     | -        | -     | -     | -     | -     | -     | -        |
| 2020 | 라쿠텐 | -     | -     | -     | -     | -     | -        | 88    | 167   | 214   | 4     | 37    | .990     | -     | -     | -     | -     | -     | -        | -     | -     | -     | -     | -     | -        |
| 2021 | 라쿠텐 | -     | -     | -     | -     | -     | -        | 126   | 233   | 329   | 8     | 55    | .986     | -     | -     | -     | -     | -     | -        | -     | -     | -     | -     | -     | -        |
| 2022 | 라쿠텐 | -     | -     | -     | -     | -     | -        | 111   | 194   | 285   | 6     | 42    | .988     | -     | -     | -     | -     | -     | -        | -     | -     | -     | -     | -     | -        |
| 2023 | 라쿠텐 | 3     | 2     | 3     | 0     | 0     | 1.000    | 73    | 126   | 216   | 7     | 28    | .980     | -     | -     | -     | -     | -     | -        | -     | -     | -     | -     | -     | -        |
| 통산 | 통산   | 358   | 2369  | 142   | 11    | 180   | .996     | 1261  | 2617  | 3568  | 99    | 718   | .984     | 45    | 18    | 57    | 5     | 1     | .937     | 21    | 25    | 53    | 4     | 13    | .951     |

외야 수비
| 연도 | 소속   | 외야  | 외야  | 외야  | 외야  | 외야  | 외야     |
| 연도 | 소속   | 경 기 | 척 살 | 보 살 | 실 책 | 병 살 | 수 비 율 |
| ---- | ------ | ----- | ----- | ----- | ----- | ----- | -------- |
| 2011 | 세이부 | 68    | 110   | 3     | 3     | 1     | .974     |
| 2012 | 세이부 | 4     | 6     | 0     | 1     | 0     | .857     |
| 통산 | 통산   | 72    | 116   | 3     | 4     | 1     | .967     |

- 2023년 시즌 종료 기준.
- 굵은 글씨는 시즌 종료 기준.
- 연도에서 굵은 글씨는 골든 글러브상 수상 연도.

## 관련 정보

### 서적
- 《아사무라 히데토 - 사이타마 세이부 라이온스(스포츠 앨범)》(베이스볼 매거진사, 2014년 5월) ISBN 978-4-583-62125-8

### 주해
1. ↑  내역은 다음과 같다.
  - 1루수 부문: 2013년
  - 2루수 부문: 2016년 ~ 2020년, 2022년, 2023년
2. ↑  내역은 다음과 같다.
  - 1루수 부문: 2013년
  - 2루수 부문: 2019년
3. ↑  2021년에도 선출됐으나 컨디션 불량으로 결장했다.

### 출전
1. ↑  “楽天 - 契約更改”. 닛칸 스포츠. 2023년 11월 30일에 확인함.
2. ↑  “【楽天】浅村栄斗９年ぶり「サヨナラ賞」　移籍後初受賞に「打てて本当によかった」”. 《닛칸 스포츠》 (日刊スポーツ新聞社). 2022년 5월 18일. 2023년 10월 17일에 확인함.
3. ↑  西武・浅村が通算100号！ 今季4号3ランで大台到達 - Full-count, 2017년 5월 20일 확인
4. ↑  “西武浅村39戦39打点　85年落合級のハイペース - 野球”. 닛칸 스포츠. 2017년 5월 21일. 2017년 5월 21일에 확인함.
5. ↑  “浅村栄斗選手 通算1,000安打達成！”. 사이타마 세이부 라이온스 홈페이지. 2017년 9월 28일. 2018년 2월 21일에 확인함.
6. ↑  “西武・浅村栄斗が快挙！“平成生まれ一番乗り”の1000安打”. 《BASEBALL KING》. 2017년 9월 29일. 2018년 2월 21일에 확인함.
7. ↑  “西武・浅村　通算１０００試合出場　プロ野球４９１人目「ここまで、いろんなことがありました」”. 스포츠 닛폰. 2018년 5월 6일. 2018년 5월 6일에 확인함.
8. ↑  “楽天単独首位！浅村　古巣相手に逆転3ランで勝利呼び込む”. スポニチアネックス. 2019년 4월 17일. 2019년 4월 18일에 확인함.
9. ↑  “楽天浅村栄斗が1500安打　適時打含む猛打賞でイッキ達成”. 《닛칸 스포츠》. 2021년 6월 10일. 2021년 6월 10일에 확인함.
10. ↑  “楽天浅村栄斗が通算1500試合出場　平成生まれでは初”. 《닛칸 스포츠》. 2021년 9월 30일. 2021년 9월 30일에 확인함.
11. ↑  “【楽天】浅村栄斗、佐々木朗希から通算２５０号”. 《스포츠 호치》. 2022년 8월 19일. 2022년 8월 19일에 확인함.
12. ↑  “【楽天】浅村栄斗が1000試合連続出場達成　パ・リーグでは西武松井稼頭央に次いで２人目”. 《닛칸 스포츠》. 2022년 9월 8일. 2022년 10월 5일에 확인함.
13. ↑  “浅村栄斗が史上76人目の通算300二塁打を達成”. 《パ・リーグインサイト》. 2023년 4월 5일. 2023년 4월 5일에 확인함.
14. ↑  “【楽天】浅村栄斗、通算1000打点達成　史上48人目　現役では西武中村、巨人中田に続く大台”. 《닛칸 스포츠》. 2023년 4월 18일. 2023년 4월 18일에 확인함.
15. ↑  “【楽天】浅村栄斗、史上６２人目の通算３０００塁打達成”. 《스포츠 호치》. 2023년 8월 18일. 2023년 8월 18일에 확인함.
16. ↑  “意外なレア記録？ 全球団本塁打と全打順本塁打の両方を達成した選手は？”. 《ベースボールキング》. 2020년 4월 8일. 2022년 6월 1일에 확인함.
17. 1 2  “浅村、史上２人目の全球団全打順本塁打”. 《닛칸 스포츠》. 2019년 6월 15일. 2022년 6월 1일에 확인함.
18. 1 2  “浅村が楽天初１イニング５打点　２度目７打点も謙虚”. 《닛칸 스포츠》. 2020년 6월 27일. 2022년 6월 1일에 확인함.
19. ↑  “西武・浅村１試合７打点　２８試合ぶり一発、打点リーグトップに”. 《닛칸 스포츠》. 2017년 5월 13일. 2022년 6월 1일에 확인함.
20. ↑  “2017年5月12日（金） ほっと神戸 【パ・リーグ公式戦】　オリックス・バファローズ vs 埼玉西武ライオンズ 6回戦”. 《일본 야구 기구》. 2022년 6월 1일에 확인함.
21. ↑  “楽天浅村、複数球団での１試合７打点は相川以来”. 《닛칸 스포츠》. 2020년 6월 28일. 2022년 6월 1일에 확인함.
22. ↑  “浅村栄斗が3本塁打7打点で楽天が通算1000勝達成！　D.J.ジョンソンが移籍後初登板・初勝利”. 《パ・リーグインサイト》. 2020년 9월 22일. 2022년 6월 1일에 확인함.